# 米底王国

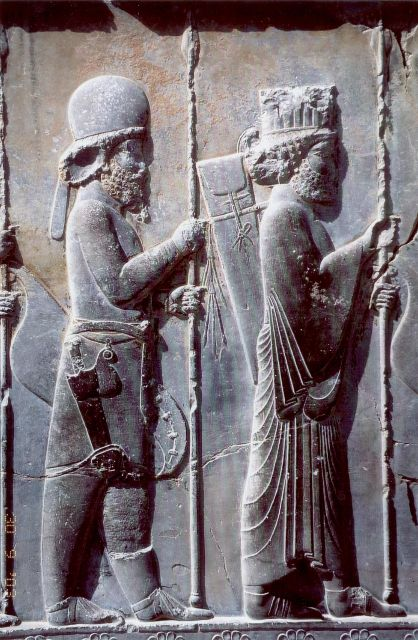
在阿契美尼德王朝首都之一波斯波利斯的阿帕納德宮中浮雕，顯示一位米底士兵立於波斯士兵之後（公元前5世紀）。

米底王國，或稱米底亞王國／瑪代王國（Medes） /ˈmiːdz/（古波斯語 ）是古伊朗人，他們說米底語，居住在伊朗西部和伊朗北部之間一個稱為米底的地區。公元前11世紀左右，他們佔領位於伊朗西北部山區和美索不達米亞東北部和東部被稱為哈馬丹（埃克巴坦那）的地區。據信他們在公元前8世紀在伊朗崛起。在公元前7世紀，伊朗西部和其他某些領土都受米底王國統治，但確切地理範圍仍然不明。
雖然人們普遍認為這個王國在古代近東歷史上佔有重要地位，但米底人並未留下任何書面資料，讓人能重建歷史，因此只能從亞述人、巴比倫尼亞人、亞美尼亞人、和古希臘人等外國資料，以及一些伊朗考古遺跡，而拼湊出他們所佔領的區域。公元前5世紀的古希臘作家希羅多德的記載給世人留下米底人是強大民族的印象，他們在公元前7世紀初建立一個帝國，持續到公元前550年代結束，這個王朝導致亞述帝國的覆亡，並與兩個強大的呂底亞和巴比倫尼亞王國爭雄。在阿契美尼德王朝的居魯士大帝征服米底王國之後，其留下的領域成為伊朗一個重要的省份，並受到先後統治它的王朝（阿契美尼德王朝、塞琉古帝國、安息帝國、和薩珊王朝）的重視。

## 記載
根据希罗多德文本记载，米底王国的创建者是迪奥塞斯。因他善良忠诚、常为人民解决争端，在公元前700年左右被推举为王，并在埃克巴坦那建造城市。然而，由于这个记载与亞述的有些文献相违，因此历史学家一般以弗拉歐爾特斯（即迪奥塞斯的儿子）作为米底的开国君主。
弗拉歐爾特斯领导米底人打败波斯部落，但相传在一次对亚述的战争中丧生。在这段时间，斯基泰人越过高加索山脉进入米底，并统治米底王国一段时间。其后，弗拉歐爾特斯的儿子基亞克薩雷斯于公元前625年成为米底王国的君主。他组织米底军队，将其分为持矛士兵、弓箭手、和骑兵，並把埃克巴坦那定为米底的首都。公元前615年，基亞克薩雷斯領軍攻打亞述的阿拉普哈（即現今的基爾庫克），又于次年包围尼尼微，惜未将其攻克。其间，基亞克薩雷斯的孙女与新巴比伦的尼布甲尼撒二世结婚，两国正式联合。公元前612年，基亞克薩雷斯聯合迦勒底王國再度進攻尼尼微，并于8月将其攻陷。公元前609年，米底將強盛一時的亞述併吞。國家人口在公元前600年达到310万人。在此之后，基亞克薩雷斯继续向西进兵，吞并烏拉爾圖王国，并与位於小亞细亞的吕底亞发生冲突。由于公元前585年的一次日食，米底与吕底亚结束战斗，两国结为友邦。
公元前585年，米底最后的国王阿斯提阿格斯继位，他把女儿下嫁给当时臣屬于米底的波斯部落阿契美尼德家族的冈比西斯一世，后来生下居鲁士二世。在公元前560年的米底王国治下下有520万人口。公元前553年到550年之間，居鲁士二世起兵反叛，最后將自己的外公阿斯提阿格斯擊敗，米底王國結束，阿契美尼德王朝因崛起。

## 部落
根據希羅多德的著作歷史，米底的部落有六個：
|  | 因此迪奧塞斯將所有米底人納入，組成一個國家，由自己獨自統治。這些組成的部落是：布沙（Busae）、帕特森尼（Paretaceni）、斯特魯恰提斯（Struchates）、阿里贊蒂（Arizanti）、布迪（Budii）、與美贊（Magi）。 |

這六個部落住在米底本地，由雷伊、阿斯帕達那、和埃克巴坦那包圍的三角形區域之內。在當今的伊朗，則是位於德黑蘭、伊斯法罕、和哈馬丹之間的地區。在這六個部落中，美贊部落居住在雷伊，即今日的德黑蘭。這個部落屬於神聖種姓，負責米底人精神信仰上的事務。帕特森尼部落住在阿斯帕達那及其附近，即今日的伊斯法罕，阿里贊蒂部落住在卡尚及其周圍（伊斯法罕省），布沙部落居住在未來米底首都埃克巴坦那及附近，靠近今日哈馬丹。斯特魯恰提斯和布迪兩個部落住在鄉間村落。

## 名稱來源
“米底”的名稱最早直接由伊朗語對地理的稱呼而來，被證明為古波斯語的“Māda-”（單數，男性）。但此名稱的含義尚未被被清楚了解。但是波蘭籍語言學家史卡莫斯基，提出“Māda-”與原始印歐語單字“med（h）-”的關係，意思是“中央，居中”。再和古印度-雅利安語（Old Indo-Aryan）的“madhya-”，以及伊朗語的“maidiia-”相比，具有相同的含義。拉丁語的（medium）、希臘語的（Méso）、亞美尼亞語的（mej）、以及英語的（mid）也從是從“med（h）-”衍生而來。
在上古時期，希臘學者會根據希臘傳說而套用到各民族的起源，而沿用相似的名稱。根據希羅多德的歷史（公元前440年）：
|  | 米底人在以前被所有的人稱為雅利安人（Arians），但是當科爾基斯的女士美狄亞（Medea）從雅典來到雅利安之後，當地人就把名稱改為米底，就像波斯人因為波瑟斯（Perses）的緣故而稱自己為波斯人（波瑟斯為珀耳修斯及安德洛墨達之子，傳說中他和阿契美尼德人，即波斯人有關聯）。這是米底人對自己名稱來源的說法。 |

## 神話
在希臘神話中以伊阿宋為主角的阿爾戈英雄故事裡，美狄亞（Medea）是科爾基斯國王埃厄忒斯的女兒，是太陽神海利歐斯的父系孫女。她在科林斯與伊阿宋的婚姻失敗後（由於版本不同，故事有不同的說法），繼而與雅典國王埃勾斯結婚，並育有一子墨多斯（Medus）。美狄亞在促使埃勾斯殺死其長子忒修斯失敗之後，她和自己兒子墨多斯逃到雅利安，根據幾個希臘人和後來的羅馬人的記載，包括在公元二世紀的希臘作家保薩尼亞斯的著作《希臘誌》中，雅利安人以美狄亞之名自稱為米底。根據其他版本，例如在斯特拉波的《地理志》（公元1世紀）和查士丁的《〈腓利史〉概要》（公元2或3世紀）中，她與丈夫伊阿宋一起征服鄰國土地，其中一個以她的名字命名；而狄奧多羅斯在他的通史作品《歷史圖書館》（公元前一世紀）中提到的另一種說法則是美狄亞被流放後，她嫁給一位亞洲國王，並生下墨多斯。墨多斯因他的勇氣而倍受人民敬佩，而以他的名字為國名。

## 考古研究

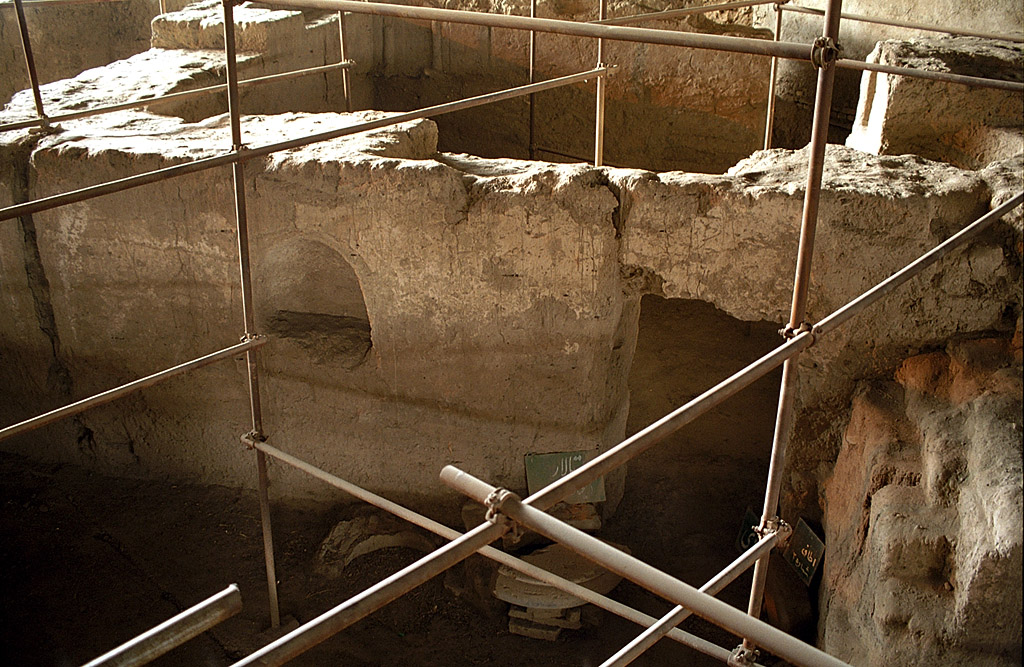
在伊朗哈馬丹省埃克巴坦那，考古遺址的發掘工作。

對伊朗米底遺址的發掘工作是在1960年代之後才開始。在1960年，搜索工作主要集中在稱為“米底三角”的區域，大致由哈馬丹、馬拉耶爾（在哈馬丹省）、加上坎加瓦爾 （在克爾曼沙汗省）三地所包圍的區域。伊朗中西部屬於三時代系統（即公元前 850年到500年之間）的主要考古地點有：
- 提埤·納斯健（英语：Tepe Nush-i Jan）（米底時期主要宗教場所），

地點位於哈馬丹省馬拉耶爾以西14公里。挖掘工作始於公元1967年，由英國籍考古學家大衛·斯特羅納奇擔任指揮。現場的四座主要建築遺跡是“中央神廟、西邊神廟、堡壘、和圓柱大廳”，根據斯特羅納奇的說法，這些建築可能是按照前述的順序所建造，建造時間約為公元前6世紀的前半部後期。斯特羅納奇認為，中央神廟以其鮮明的設計“表現出一種崇高，但有點低調的宗教信仰和祭祀氛圍”。在提埤·納斯健的米底考古層發掘出許多陶器，這些陶器與哈馬丹地區的權力整合時期（公元前7世紀下半葉）有關。發掘而出的有四種不同器皿：被稱為“一般器皿”的陶器（淺黃色、奶油色、或淺紅色，並具有金雲母或銀雲母的顏色），包括不同大小的容器，其中最大的是帶肋的陶甕，“灰器皿”（表面光滑且打磨過）是較小且較精緻的容器。也有“烹飪器皿”和“易碎器皿”，屬於單個手工製品。
- 戈丁·提埤（英语：Godin Tepe）（第二階段：米底國王或部落首領的強化防守工事宮殿），

此遺址位於坎加瓦爾市以東13公里處。發掘工作始於1965年，由TC Young，Jr.率領，根據據大衛·斯特羅納奇所述，這顯然是個重要的青銅時代建築，而在鐵器時代開始之前的某時間重新有人居住。TC Young，Jr.的發掘結果顯示這個地點是當地統治者住所的遺址，這個住所在日後變得規模龐大。這與亞述時期的資料經常提及的相符。
- 洛雷斯坦省的巴霸站（英语：Babajan, Lorestan）（可能是較次要米底部落統治者的所在地）。

這個地點位於洛雷斯坦省東北部，距離努拉巴德約10公里。挖掘工作是由C. Goff在公元1966年到1969年所進行。遺址的第二考古地層或可追溯到公元前7世紀。
這些遺跡既有相似性（文化特徵），也有差異（功能差異和米底各部族之間的多樣性）。這些可追溯到米底時期的考古發現，顯示出波斯傳統的延續，日後經常在阿契美尼德王朝（在波斯波利斯）和薩非王朝（在公元17世紀的四十柱宮），所看到有柱子的接見群臣的大廳堂，都有米底建築風格的遺風。
在提埤·納斯健、戈丁·提埤、和位於米底的其他地點發現的材料以及亞述式浮雕顯示，在公元前1世紀上半葉，米底已經有城市定居點存在，這些定居點的功能包含手工藝品的製作，以及第二類的經濟產業-農業和畜牧業的運作。雖然在其他歷史文獻中缺乏資料，但從考古證據，加上亞述人的楔形文字記錄，無論希羅多德的說法如何，仍可勾勒出米底的早期歷史。

## 地理
對米底從公元前9世紀末到公元前7世紀初的早期描述均來自亞述人。那個時期米底的南部邊界，被稱為希瑪史基的地區，位於今日伊朗的洛雷斯坦省。在西部和西北部，有扎格羅斯山脈，而東部則有卡維爾鹽漠。這一地區是由亞述人統治，對亞述人而言，這個地區包括“沿著呼羅珊大道（可通往巴格達）從哈哈爾（Harhar）以東到阿爾旺德（Alwand），甚至可能更遠。”推測哈哈爾位於克爾曼沙汗省馬許達德區的“中部或東部”。
北部鄰接的則為非伊朗人的吉齊爾蓬達王國和曼努亞人，南部邊界是伊利埤和埃蘭。吉齊爾蓬達位於卡夫蘭庫山脈之內，而伊利埤位於現代的洛雷斯坦省南部。根據亞述人所述，在米底的東部和東南部，有個名為“Patušarra”的地方。這片土地位於亞述人稱為“Bikni”的山脈附近，並被形容為“青金岩山”（Lapis Lazuli Mountain）。關於這座山的位置有不同的看法。德黑蘭的德馬溫峰和哈馬丹的阿爾文德峰都曾被提出。直到公元前7世紀初，這個地區是亞述人擴張之前所知或抵達的東部極限。
在阿契美尼德王朝時的資料，特別是在貝希斯敦銘文中，米底王國的首都是埃克巴坦那，在古波斯語中被稱為“Hamgmatāna-”（埃蘭語：Agmadana-；巴比倫尼亞語：Agamtanu-），應該是現代的哈馬丹。
另外的米底王國城市有老底嘉（現代的納哈萬德）和米底最大城市雷伊。第四個城市是埃克巴坦那附近的阿帕米亞，其確切位置現在尚未知。在後來時期，在古代考古遺址（例如波斯波利斯）中與米底王國相關的，尤其是米底軍人，被很突出的表現。米底人在阿契美尼德王朝的軍隊中擔當重要的角色，也佔有相當數量。

## 歷史

### 早期歷史
伊朗部落在公元前750年末在伊朗西北部地區出現，這些部落逐漸控制更廣的區域，米底的疆界在數百年之內也因此擴大。到這個時候，伊朗部落在後來的米底王國領土以及米底所能影響範圍的西部開始居於多數。從對該地區的文字資料的研究顯示，在新亞述帝國時期，從米底地區西南部以及更遠的東部和東部北部人口以說伊朗語為主。
伴隨這段時期所發生的近東權力真空，即當時統治伊朗西北部，安納托利亞東部、和高加索地區的中亞述帝國（公元前1365年至1020年）呈現相對頹勢。這使人民得以移入並且定居。另外，伊朗的另一主要大國埃蘭，以及西部的巴比倫尼亞，也處於重度的衰弱時期。
在伊朗西部和西北部，以及米底王國統治之前的更西部地區，有證據顯示埃蘭、曼努亞人、亞述、和烏拉爾圖等強權在進行早期的政治活動。。對於這些團體以及在公元前7世紀後期“伊朗國家形成重要時期”之前的伊朗部落的立場和活動，有各式的觀點，也有最新的觀點存在。有種觀點（恩斯特·赫茲菲爾德等人的觀點）是統治階級是“外地移入的伊朗人”，但社會是“自治的”，而另一種觀點（戈蘭托夫斯基（Grantovsky）等人）則認為統治階級和人口的基本組成部分都是伊朗人。

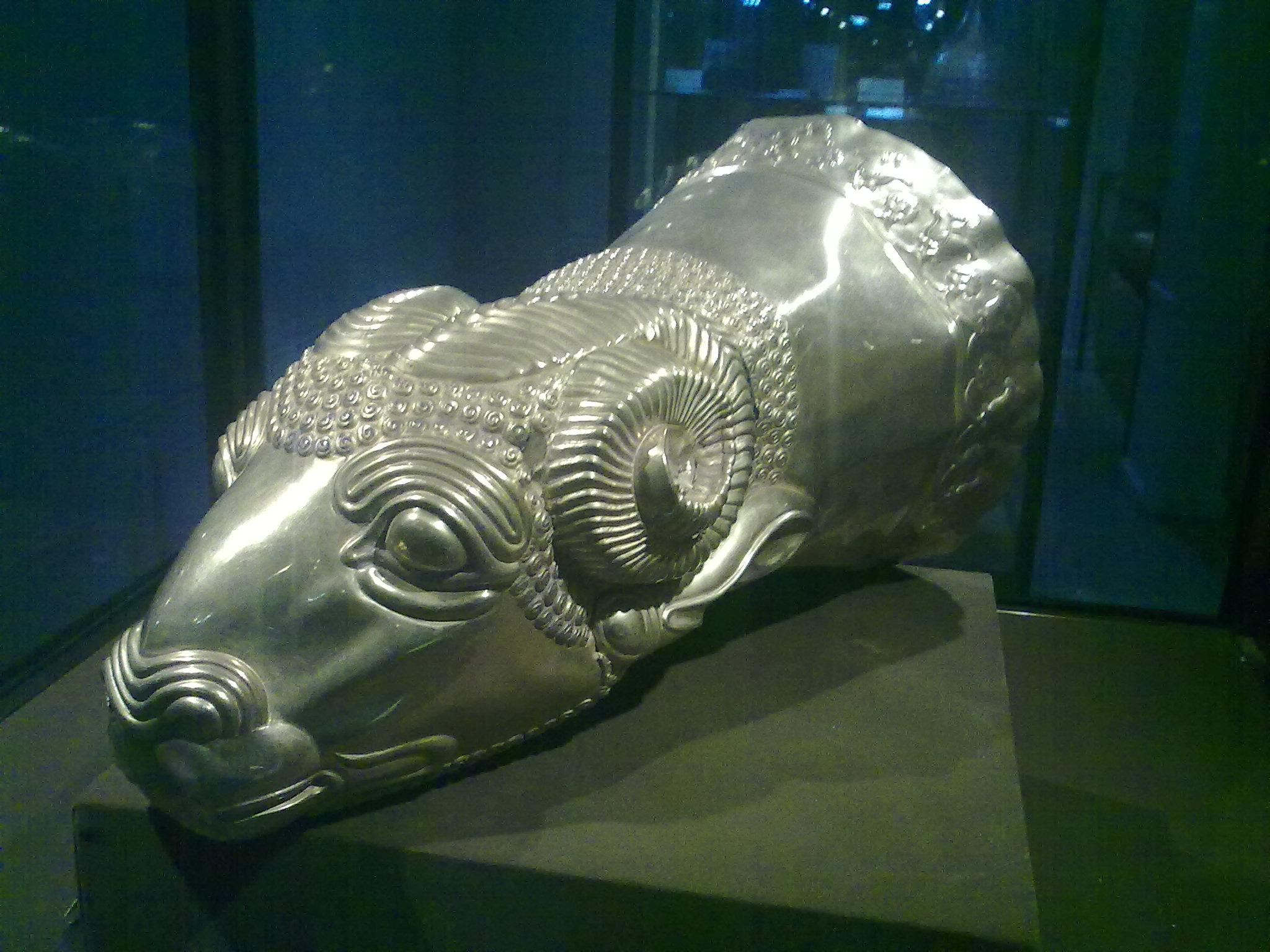
金製公羊頭形狀的來通，米底王國（公元前第7世紀晚期，第6世紀初期）期間器物。

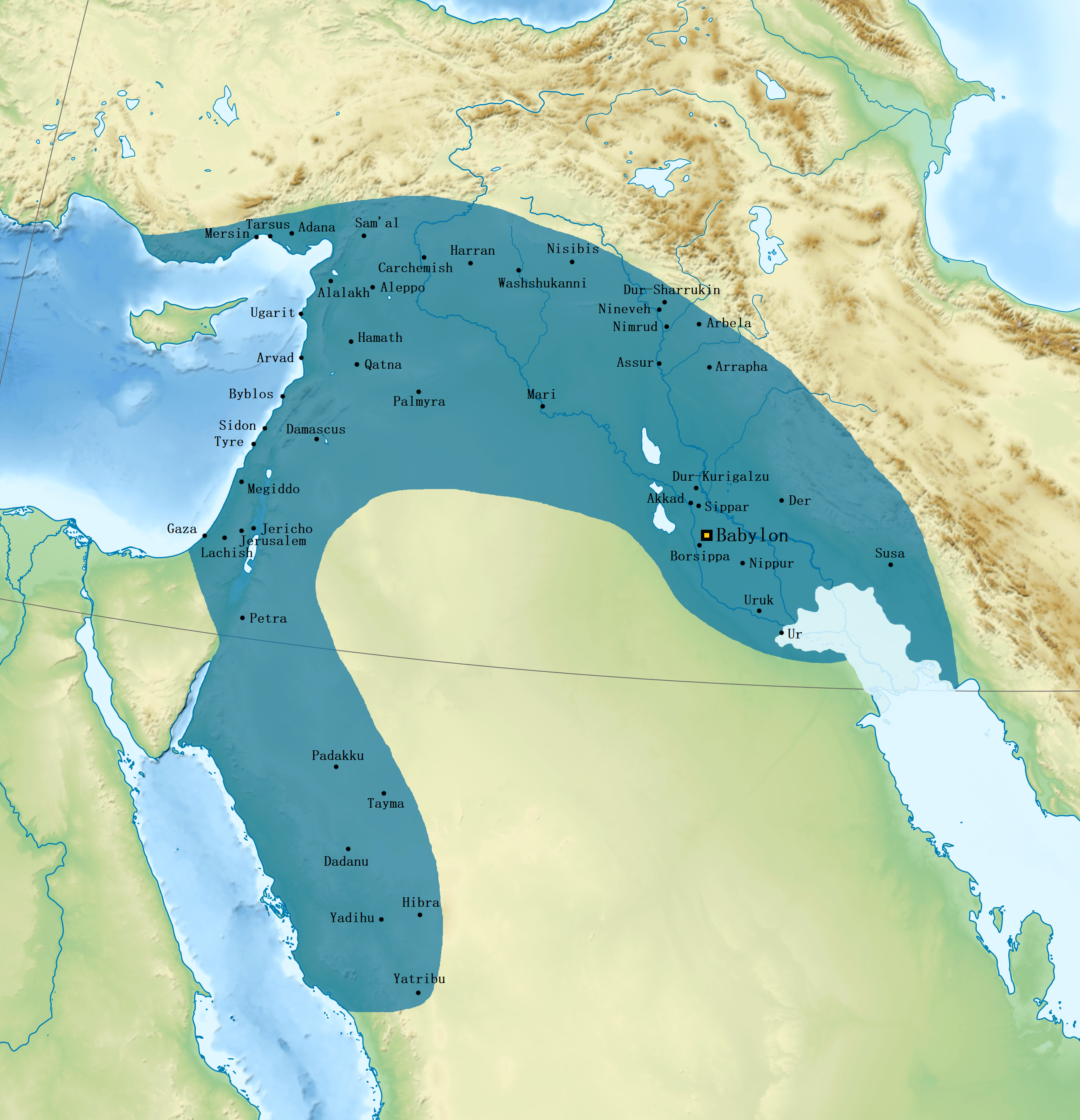
新亞述帝國覆亡後，米底王國鄰國新巴比倫王國極盛時的疆域圖。

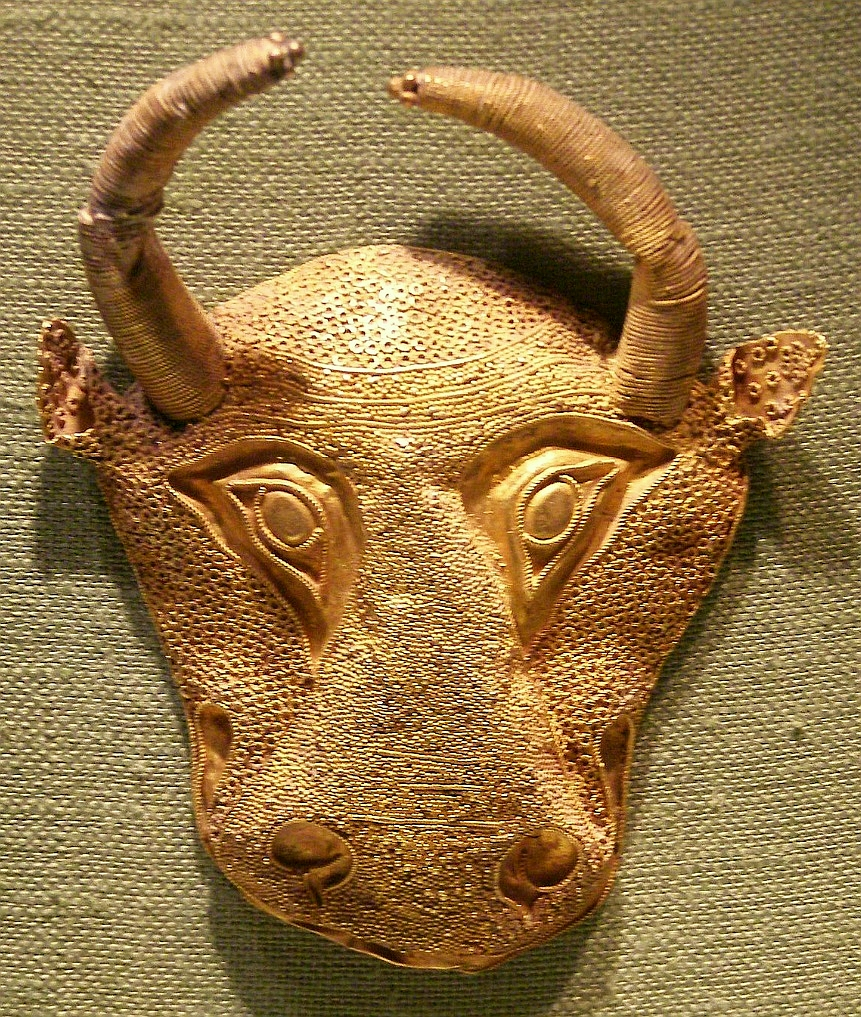
公元前8世紀，米底王國公牛頭型飾品（由黃金及金銀花絲製成），波蘭華沙國家博物館收藏。.

### 興衰
從公元前10世紀到7世紀後期，米底的西部地區由龐大的新亞述帝國統治，這個帝國位於美索不達米亞北部，領土從西部的塞普勒斯延伸到東部的伊朗西部，以及埃及和阿拉伯半島的北部。提格拉特帕拉沙爾三世、薩爾貢二世、辛那赫里布、阿薩爾哈東、亞述巴尼拔、與亞述-埃提爾-伊蘭尼等亞述國王把米底統治者作為附庸，保護他們免受斯基泰人和辛梅里亞人的掠奪。
亞述帝國因始於公元前626年的持續內戰，在辛沙里施昆國王統治期間（公元前622-612年）開始瓦解。米底人、巴比倫尼亞人、迦勒底人、埃及人、斯基泰人、辛梅里亞人、呂底亞人、和阿拉米人等悄然停止向亞述納貢稱臣。
在米底國王基亞克薩雷斯統治期間，新亞述帝國對米底的宗主國地位結束，他與新巴比倫王國的那波帕拉薩爾國王結盟，在公元前616年至609年間摧毀新亞述帝國。聯盟使得米底在公元前612年奪下尼尼微。米底人後來建立米底王國，領土大致為從伊朗東北部延伸至安那托利亞的克澤爾河，遠超他們既有的領土。米底王國在新亞述帝國滅亡後，形成一統一的國家，與巴比倫、呂底亞和古埃及一起成為古代近東的四大強國。
基亞克薩雷斯由其子阿斯提阿格斯繼位。公元前553年，他的外孫即日後的居魯士大帝，當時是米底王國附庸（波斯安善的國王），他對阿斯提阿格斯發起波斯叛亂。阿斯提阿格斯在公元前550年被不滿的貴族俘虜，並迅速交給居魯士，居魯士最終贏得勝利。居魯士戰勝之後，米底人臣服於他們的近親-波斯人。米底人在新帝國裡保有顯著的地位。在榮譽與戰爭中，他們與波斯人並肩而立，米底的宮廷禮儀由新的國家採納，他們在夏季居住在埃克巴坦那，許多米底貴族被任用為官員、總督、和軍隊將領。

### 米底王國
米底統治者名單及統治時期是根據兩個來源來所編製。首先，希羅多德稱他們為“國王”，並將他們列為同一個家族。其次在巴比倫編年史中，由C. J. Gadd整理有關尼尼微陷落的部分也提出另一份清單。兩者綜合而製作出一份長達150年的清單，如下：
- 迪奥塞斯，前728年到前675年
- 弗拉歐爾特斯，前675年到前653年
- 馬地奥斯，前653年到前625年（斯基泰人统治时期）
- 基亞克薩雷斯，前625年到前585年
- 阿斯提阿格斯，前585年到前550年[42]

但並非希羅多德提出的日期和人物都與其他近東資料來源相匹配。
在希羅多德的著作（第一書，第95-130章）中，描述迪奧塞斯為實施中央集權的米底王國創立者。他被米底人稱為“一個公正而廉潔的人”，當米底人請求他解決人民之間的糾紛時，他同意，並提出條件，讓他成為國王，並在埃克巴坦那建造一座偉大城市。從當地的當代資料來看，如不把希羅多德的敘述列入考慮，統一的米底王國是在基亞克薩雷斯統治時期或更晚時期才形成。

## 文化與社會
古希臘記錄中對“米底人”及“波斯人”之間並無明確區分；實際上，“與伊朗文化聯繫得太緊密”的希臘人是“變得米底化而非波斯化”。 雖然米底文化對“伊朗的文化世界造成既深又遠、而且持久的貢獻，但米底王國歷史短暫，這段時期的文字和考古資料少見，而米底文化也鮮為人知”。 

### 語言
米底語是種古老的伊朗語言。斯特拉波的《地理志》提到米底語與其他伊朗語的緊密相似之處：“雅利安那（意為雅利安人的土地）的名稱進一步延伸到波斯和米底，也擴展到北部的巴克特里亞和粟特。整個地區的人說大致相同，但略有差異的語言，”。 
目前已被解讀的原始文本均非用米底語文字撰寫。有人說，米底政府在其首都埃克巴坦那也應有類似於阿契美尼德王朝時期保存書面文件檔案的做法。在以後的記錄中有一些提起“米底文化”的例子。根據希羅多德的說法，米底國王迪奥塞斯是根據人民提出的書面資料而做判決。古希臘歷史學家狄農也有關於“米底宮廷詩人”存在的報告。米底文學是“舊伊朗文學”的一部分（也包括薩迦語、古波斯語、阿維斯陀語），米底人與伊朗的這種隸屬關係在古代文獻中也很明顯的受到提及，譬如在希羅多德的敘述中，便認為包括米底人在內的許多人即屬“廣義的伊朗人”之一。
米底這個名稱出現在伊朗其他語言，如古波斯語之中。古波斯語銘文的特點是大量加入其他語言的單字和名稱，而米底語言在這方面佔有特殊的歷史地位。可通過“語音標準”確定米底語起源的古波斯語文本中的名稱在“王室頭銜以及官銜、軍事、和司法事務中頻繁出現”。

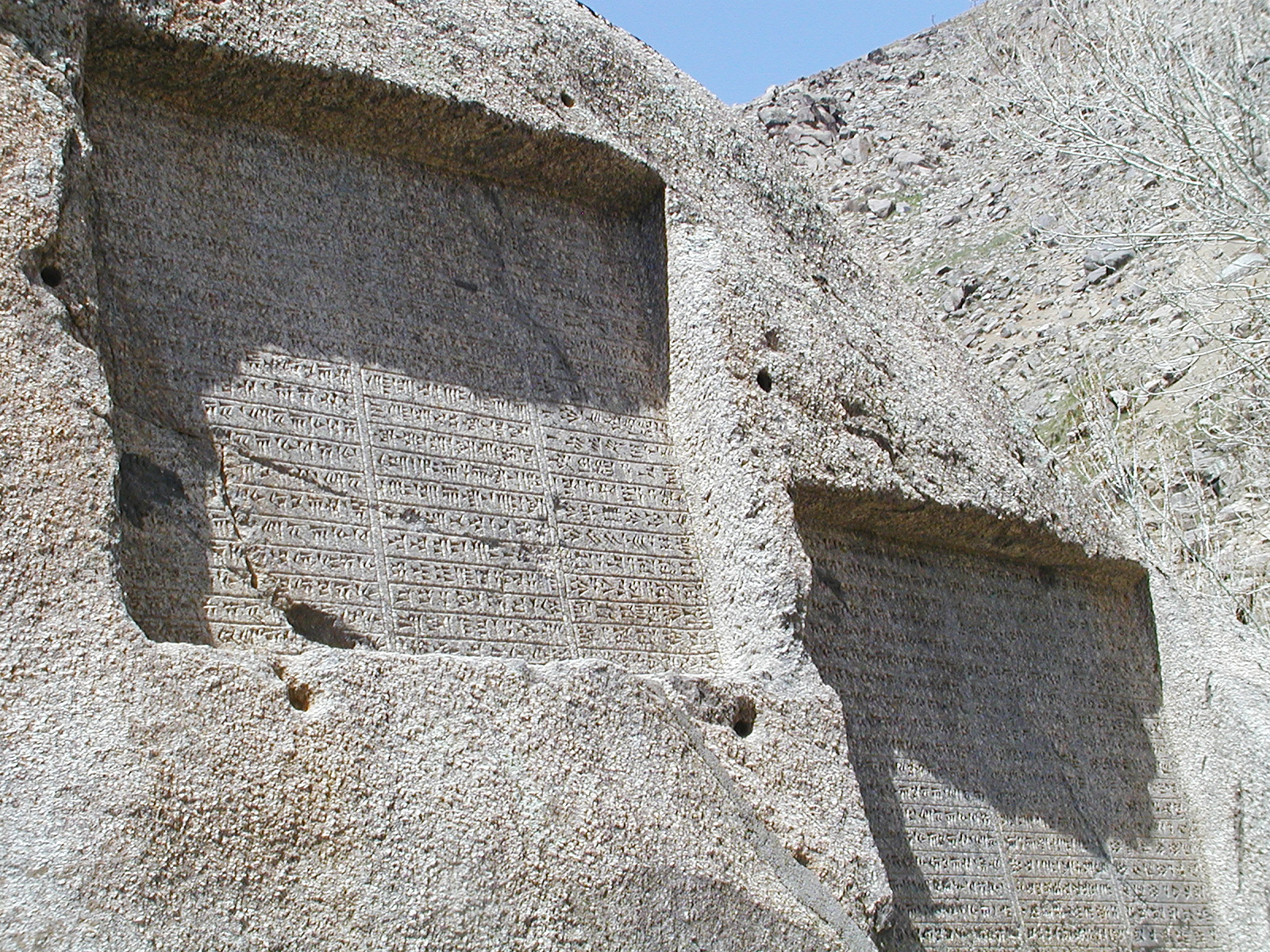
位於哈馬丹（埃克巴坦那）附近的岡那梅，石壁上有大流士一世和薛西斯一世下令雕刻的楔形文字。

### 宗教
關於米底人宗教的資料非常有限。到目前為止，提起米底宗教信仰的主要來源包括有在提埤·納斯健的考古發現，加上米底人物的名字，以及希羅多德的《歷史》。考古資料提供伊朗最早的廟宇結構，那裡發現的“階梯式火壇”與伊朗的“烈火崇拜”遺俗息息相關。希羅多德提到“美贊”是一個米底的部落，為米底人和波斯人提供祭司。他們有個“神職人員種姓”，從父到子世代相傳。他們在米底王國國王阿斯提阿格斯的朝廷中有重大影響力，這些人被任用作為“顧問，解夢者，和占卜者”。
古典歷史學家“一致”將美贊視為祆教的教士。從亞述人（在公元前8世紀和9世紀）記錄的米底的個人名字中，以神名取名的例子，譬如用印度-伊朗語}單字arta-（“真理”之意）來取名，類似的情況在阿維斯陀語和古波斯語也可看到以包含“Maždakku”，及“AhuraMazdā”的取名，對於這樣的取名，學者並未同意是否米底人即信奉祆教。俄羅斯籍伊朗研究專家迪亞科諾夫認為，“阿斯提阿格斯，甚至是基亞克薩雷斯都已接受源自祆教教義的宗教”，英國籍伊朗語言及祆教專家瑪麗·博伊斯認為“美贊存在於米底的宮廷，以及其傳統和崇拜形式，是祆教宗教化的障礙。”瑪麗·博伊斯寫道，米底的城市雷伊的祆教的傳統可能可追溯到公元前8世紀。一般的說法是從公元前8世紀開始，在米底地區就存在一種“具有共同伊朗傳統的馬茲達信仰（Mazdaism，請參考祆教）”，在公元前6世紀末的米底國王統治期間，祆教開始在伊朗西部傳播。